# Madame de Ventadour
Charlotte Eléonore Madeleine de La Motte Houdancourt, hertogin van Ventadour (1654 - 13 december 1744) was een Franse edelvrouwe en was de gouvernante van koning Lodewijk XV van Frankrijk.

## Biografie
Charlotte de la Motte Houdancourt was de jongste van de drie dochters van maarschalk Philippe de La Motte Houdancourt en Louise de Prie. Ze huwde op 14 maart 1671 met Louis Charles de Lévis, de hertog van Ventadour. Twee jaar later gaf ze geboorte aan haar dochter Anne Geneviève de Lévis.
In 1704 werd madame de Ventadour aangesteld tot gouvernante van de kinderen van Frankrijk. In 1712 brak er een epidemie van de mazelen uit die ook de koninklijke familie trof. Verscheidene leden zouden hieraan overlijden, waaronder dauphin Lodewijk van Bourgondië. Hij liet twee zoontjes achter, namelijk Lodewijk van Bretagne en Lodewijk van Anjou (de latere Lodewijk XV). Ook deze twee kinderen kregen de mazelen. Na een behandeling van de koninklijke artsen overleed ook Lodewijk van Bretagne aan de ziekte. Hierdoor besloot madame de Ventadour om de artsen niet toe te laten bij Lodewijk van Anjou. Ze voerden de jongen wijn en koekjes en wist hem daardoor te behouden voor het lot van zijn familie.
Madame de Ventadour behield haar positie tot 1717 toen de jonge Lodewijk XV oud genoeg was om opgevoed te worden door mannen. In datzelfde jaar overleed haar echtgenoot en werd ze hofdame van Elisabeth Charlotte van de Palts.
In 1727 vertrouwde Lodewijk XV aan Madame de Ventadour opnieuw de titel van gouvernante van de koninklijke kinderen toe.